# Záda

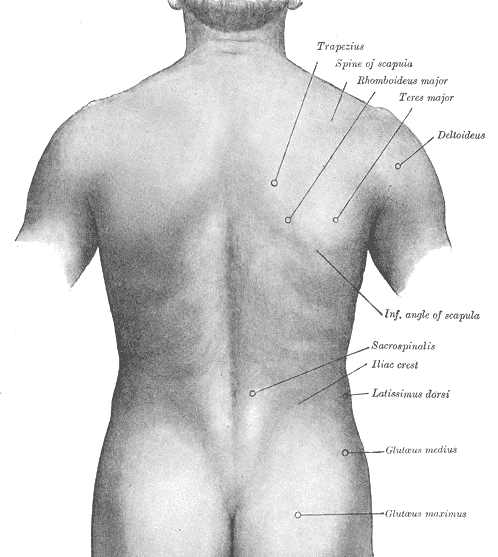
Ilustrace lidských zad

Záda nebo též hřbet jsou zadní část trupu obratlovců ohraničená nahoře šíjí a rameny a dole hýžděmi (nebo odpovídajícími částmi těla u zvířat). V oblasti zad se nachází páteř a zádové svalstvo. Často se objevují bolesti zad způsobené různými příčinami. Na druhé, přední (u zvířat spodní) části trupu se nachází břicho. Záda mají nejméně nervových zakončení.

## Bolest zad
Chronická bolest zad je jednou z nejrozšířenějších nemocí. I po fyzickém uzdravení často dochází, že bolest zad vychází ze signálů z mozku.